# Madrid Open 2021
Il Madrid Open 2021, ufficialmente Mutua Madrid Open 2021 per motivi di sponsorizzazione, è un torneo di tennis disputato sulla terra rossa. 
È stata la 19ª edizione ATP e la 12ª edizione WTA del Madrid Open. Faceva parte della categoria ATP Tour Masters 1000 nell'ambito dell'ATP Tour 2021 e dei WTA Tour 1000 nell'ambito del WTA Tour 2021. Entrambe le competizioni, maschile e femminile, si sono tenute alla Caja Mágica di Madrid, in Spagna, dal 27 aprile al 9 maggio 2021.

## Partecipanti ATP

### Teste di serie
| Giocatore | Nazionalità           | Testa di serie | Ranking |
| --------- | --------------------- | -------------- | ------- |
| Spagna    | Rafael Nadal          | 1              | 2       |
| Russia    | Daniil Medvedev       | 2              | 3       |
| Austria   | Dominic Thiem         | 3              | 4       |
| Grecia    | Stefanos Tsitsipas    | 4              | 5       |
| Germania  | Alexander Zverev      | 5              | 6       |
| Russia    | Andrej Rublev         | 6              | 8       |
| Argentina | Diego Schwartzman     | 7              | 9       |
| Italia    | Matteo Berrettini     | 8              | 10      |
| Spagna    | Roberto Bautista Agut | 9              | 11      |
| Spagna    | Pablo Carreño Busta   | 10             | 12      |
| Canada    | Denis Shapovalov      | 11             | 14      |
| Polonia   | Hubert Hurkacz        | 12             | 16      |
| Bulgaria  | Grigor Dimitrov       | 13             | 17      |
| Italia    | Jannik Sinner         | 14             | 18      |
| Canada    | Félix Auger-Aliassime | 15             | 20      |
| Cile      | Cristian Garín        | 16             | 22      |

* Ranking al 26 aprile 2021.

### Altri partecipanti
I seguenti giocatori hanno ricevuto una wild card per il tabellone principale:
- Carlos Alcaraz
- Pedro Martínez
- Jaume Munar
- Fernando Verdasco

I seguenti giocatori sono entrati nel tabellone principale passando dalle qualificazioni:

1. Federico Delbonis
2. Marcos Giron
3. Carlos Taberner
4. Pierre-Hugues Herbert

1. Marco Cecchinato
2. Alexei Popyrin
3. Pablo Andújar

### Ritiri
Prima del torneo
- Marin Čilić → sostituito da  Tommy Paul
- Borna Ćorić → sostituito da  Jérémy Chardy
- Novak Đoković → sostituito da  Alejandro Davidovich Fokina
- Roger Federer → sostituito da  Miomir Kecmanović
- David Goffin → sostituito da  Lloyd Harris
- Gaël Monfils → sostituito da  Guido Pella
- Milos Raonic → sostituito da  Cameron Norrie
- Lorenzo Sonego → sostituito da  Dominik Koepfer
- Stan Wawrinka → sostituito da  Albert Ramos Viñolas

Durante il torneo
- Cameron Norrie

## Partecipanti ATP doppio

### Teste di serie
| Nazionalità | Giocatore             | Nazionalità | Giocatore        | Ranking* | Teste di serie |
| ----------- | --------------------- | ----------- | ---------------- | -------- | -------------- |
| Colombia    | Juan Sebastián Cabal  | Colombia    | Robert Farah     | 5        | 1              |
| Croazia     | Nikola Mektić         | Croazia     | Mate Pavić       | 5        | 2              |
| Croazia     | Ivan Dodig            | Slovacchia  | Filip Polášek    | 17       | 3              |
| Spagna      | Marcel Granollers     | Argentina   | Horacio Zeballos | 20       | 4              |
| Stati Uniti | Rajeev Ram            | Regno Unito | Joe Salisbury    | 23       | 5              |
| Paesi Bassi | Wesley Koolhof        | Polonia     | Łukasz Kubot     | 26       | 6              |
| Francia     | Pierre-Hugues Herbert | Francia     | Nicolas Mahut    | 29       | 7              |
| Germania    | Kevin Krawietz        | Romania     | Horia Tecău      | 42       | 8              |

* Ranking al 26 aprile 2021.

### Altri partecipanti
Le seguenti giocatrici hanno ricevuto una wild card per il tabellone principale:
- Alejandro Davidovich Fokina /  Fernando Verdasco
- Marc López /  Jaume Munar
- Petros Tsitsipas /  Stefanos Tsitsipas

## Partecipanti WTA

### Teste di serie
| Giocatrice  | Nazionalità        | Testa di serie | Ranking |
| ----------- | ------------------ | -------------- | ------- |
| Australia   | Ashleigh Barty     | 1              | 1       |
| Giappone    | Naomi Ōsaka        | 2              | 2       |
| Romania     | Simona Halep       | 3              | 3       |
| Ucraina     | Elina Svitolina    | 4              | 5       |
| Bielorussia | Aryna Sabalenka    | 5              | 7       |
| Rep. Ceca   | Karolína Plíšková  | 6              | 9       |
| Paesi Bassi | Kiki Bertens       | 7              | 10      |
| Svizzera    | Belinda Bencic     | 8              | 11      |
| Rep. Ceca   | Petra Kvitová      | 9              | 12      |
| Spagna      | Garbiñe Muguruza   | 10             | 13      |
| Stati Uniti | Jennifer Brady     | 11             | 14      |
| Bielorussia | Viktoryja Azaranka | 12             | 15      |
| Belgio      | Elise Mertens      | 13             | 16      |
| Polonia     | Iga Świątek        | 14             | 17      |
| Regno Unito | Johanna Konta      | 15             | 18      |
| Grecia      | Maria Sakkarī      | 16             | 19      |

* Ranking al 19 aprile 2021.

### Altri partecipanti
Le seguenti giocatrici hanno ricevuto una wild card per il tabellone principale:
- Paula Badosa
- Sorana Cîrstea
- Victoria Jiménez Kasintseva
- Sara Sorribes Tormo
- Venus Williams

Le seguenti giocatrici sono entrate in tabellone grazie al ranking protetto:
- Jaroslava Švedova
- Elena Vesnina

Le seguenti giocatrici sono passate dalle qualificazioni:

1. Anastasija Sevastova
2. Kristina Mladenovic
3. Laura Siegemund
4. Ajla Tomljanović
5. Misaki Doi
6. Tamara Zidanšek

1. Kateryna Kozlova
2. Ana Bogdan
3. Vera Zvonarëva
4. Irina-Camelia Begu
5. Bernarda Pera
6. Nina Stojanović

### Ritiri
Prima del torneo
- Bianca Andreescu → sostituita da  Zheng Saisai
- Danielle Collins → sostituita da  Magda Linette
- Fiona Ferro → sostituita da  Elena Vesnina
- Sofia Kenin → sostituita da  Shelby Rogers
- Barbora Strýcová → sostituita da  Jaroslava Švedova
- Serena Williams → sostituita da  Nadia Podoroska
- Donna Vekić → sostituita da  Sloane Stephens

Durante il torneo
- Garbiñe Muguruza

## Partecipanti WTA doppio

### Teste di serie
| Nazionalità   | Giocatrice         | Nazionalità   | Giocatrice           | Ranking* | Teste di serie |
| ------------- | ------------------ | ------------- | -------------------- | -------- | -------------- |
| Taipei cinese | Hsieh Su-wei       | Belgio        | Elise Mertens        | 6        | 1              |
| Rep. Ceca     | Barbora Krejčíková | Rep. Ceca     | Kateřina Siniaková   | 15       | 2              |
| Canada        | Gabriela Dabrowski | Paesi Bassi   | Demi Schuurs         | 23       | 3              |
| Giappone      | Shūko Aoyama       | Giappone      | Ena Shibahara        | 26       | 4              |
| Ungheria      | Tímea Babos        | Russia        | Veronika Kudermetova | 29       | 5              |
| Cile          | Alexa Guarachi     | Stati Uniti   | Desirae Krawczyk     | 39       | 6              |
| Taipei cinese | Chan Hao-ching     | Taipei cinese | Latisha Chan         | 40       | 7              |
| Cina          | Xu Yifan           | Cina          | Zhang Shuai          | 47       | 8              |

### Altri partecipanti
Le seguenti giocatrici hanno ricevuto una wild card per il tabellone principale:
- Paula Badosa /  Sara Sorribes Tormo
- Aliona Bolsova /  Danka Kovinić
- Marta Kostjuk /  Aryna Sabalenka

Le seguenti giocatrici sono entrate in tabellone grazie al ranking protetto:
- Oksana Kalašnikova /  Alla Kudrjavceva
- Makoto Ninomiya /  Jaroslava Švedova
- Elena Vesnina /  Vera Zvonarëva

## Punti
| Torneo              | V    | F   | SF  | QF  | 3T   | 2T  | 1T | Q    | Q2   | Q1   |
| Singolare maschile  | 1000 | 600 | 360 | 180 | 90   | 45  | 10 | 25   | 16   | 0    |
| Doppio maschile     | 1000 | 600 | 360 | 180 | N.D. | 90  | 0  | N.D. | N.D. | N.D. |
| Singolare femminile | 1000 | 650 | 390 | 215 | 120  | 65  | 10 | 30   | 20   | 2    |
| Doppio femminile    | 1000 | 650 | 390 | 215 | N.D. | 120 | 10 | N.D. | N.D. | N.D. |

## Montepremi
| Event               | V        | F        | SF       | QF      | 3T      | 2T      | 1T      | Q2     | Q1     |
| Singolare maschile  | €315,160 | €188,280 | €106,690 | €58,370 | €36,400 | €22,720 | €15,060 | €7,655 | €4,080 |
| Singolare femminile | €315,160 | €188,280 | €106,690 | €58,370 | €34,048 | €20,000 | €12,655 | €4,025 | €2,600 |
| Doppio maschile     | €62,760  | €43,940  | €30,120  | €20,400 | €13,810 | €9,410  | N.D.    | N.D.   | N.D.   |
| Doppio femminile    | €62,760  | €43,940  | €30,120  | €20,400 | €13,810 | €9,410  | N.D.    | N.D.   | N.D.   |

## Campioni

### Singolare maschile
Alexander Zverev ha sconfitto in finale  Matteo Berrettini con il punteggio di 6(8)–7, 6–4, 6–3.
- È il quindicesimo titolo in carriera per Zverev, il secondo della stagione.

### Singolare femminile
Aryna Sabalenka ha sconfitto in finale  Ashleigh Barty con il punteggio di 6–0, 3–6, 6–4.

### Doppio maschile
Marcel Granollers /  Horacio Zeballos hanno sconfitto in finale  Nikola Mektić /  Mate Pavić con il punteggio di 1–6, 6–3, [10–8].

### Doppio femminile
Barbora Krejčíková /  Kateřina Siniaková hanno sconfitto in finale  Gabriela Dabrowski /  Demi Schuurs con il punteggio di 6–4, 6–3.